# Ricardo Conord
 Ricardo Conord  fue un arquitecto y escenógrafo que nació en Argentina y falleció en ese país el 6 de agosto de 1982 luego de una extensa labor en cine. Conord desde agosto de 1957 integró la Comisión Nacional de Museos, Monumentos y Lugares Históricos de Argentina, y fue vocal de su Comisión Directiva desde 1959 hasta octubre de 1980 en que se jubiló.

## Filmografía
Escenografía
- Mi hermano Esopo (Historia de un Mateo) (1952)
- Un guapo del 900 (1952)
- El complejo de Felipe (1951)
- Martín Pescador (1951)
- Cuidado con las mujeres (1951)
- De turno con la muerte (1951)
- La mujer del león (1951)
- Una noche cualquiera (1951)
- Cinco locos en la pista (1950)
- ¿Vendrás a media noche? (1950)
- Valentina (1950)
- Filomena Marturano (1950)
- Morir en su ley (1949) (como Arq. Ricardo Conord)
- Rodríguez, supernumerario (1948)
- 30 segundos de amor (1947)
- Adán y la serpiente (1946)
- Deshojando margaritas (1946)
- No salgas esta noche (1946)
- Un beso en la nuca (1946)
- Las seis suegras de Barba Azul (1945)
- La señora de Pérez se divorcia (1945)
- Mi novia es un fantasma (1944)
- La pequeña señora de Pérez (1944)
- El espejo (1943)
- Dieciséis años (1943)
- El fabricante de estrellas (1943)
- La guerra la gano yo (1943)
- La hija del ministro (1943)
- Punto negro (1943)
- La novia de primavera (1942)
- El viaje (1942)
- Ven... mi corazón te llama (1942)
- Los chicos crecen (1942)
- Una luz en la ventana (1942)
- Adolescencia (1942)
- El pijama de Adán (1942)
- Locos de verano (1942)
- Mi amor eres tú (1941)
- Persona honrada se necesita (1941)
- El tesoro de la isla Maciel (1941)
- Embrujo (1941)
- Los martes orquídeas (1941)
- Yo quiero ser bataclana (1941)
- Águila Blanca (1941)
- Un bebé de París (1941)
- El mejor papá del mundo (1941)
- Luna de miel en Río (1940)
- Carnaval de antaño (1940)
- Medio millón por una mujer (1940)
- Azahares rojos (1940)
- Casamiento en Buenos Aires (1940)
- Los muchachos se divierten (1940)
- Muchachas que estudian (1939)
- Divorcio en Montevideo (1939)
- Margarita, Armando y su padre (1939)
- La modelo y la estrella (1939)
- La vida es un tango (1939)
- El solterón (1939)
- Jettatore (1938)
- La chismosa (1938)
- La rubia del camino (1938)
- Tres anclados en París (1938)
- La vuelta de Rocha (1937)
- Mateo (1937)
- Fuera de la ley (1937)
- Los muchachos de antes no usaban gomina (1937)
- El cañonero de Giles (1937)
- Una porteña optimista (1937)
- La muchachada de a bordo (1936)
- El caballo del pueblo (1935)
- Noches de Buenos Aires (1935)
- Ayer y hoy (1934)
- Los tres berretines (1933) (sin acreditar)

Director Artístico
- Reportaje en el infierno (1959)
- Se rematan ilusiones (1944)
- Historia de crímenes (1942)
- El inglés de los güesos (1940)
- Medio millón por una mujer (1940)
- Así es la vida (1939)

Decorador
- Cartas de amor (1951)
- El canto del cisne (1945)
- Safo, historia de una pasión (1943)
- Margarita, Armando y su padre (1939)
- Mujeres que trabajan (1938)
- Radio Bar (1936)

Editor
- Compañeros (1936)